# Balázs István (szobrász)
Balázs István (Kolozsvár, 1908. február 2. – Budapest, 1997. május 1.) magyar szobrászművész.

## Élete
1932–34 között a Budapesti Iparművészeti Iskola tanulója volt, ahol Haranghy Jenő és Orbán Antal tanították. 1930-ban települt át Magyarországra. 1948–1949 között a tatabányai művészkör tanára volt. 1950-től a Magyar Dolgozók Pártja VII. kerületi bizottságának dekorációs osztályvezetője volt. A Százados úti művésztelepen élt és dolgozott.

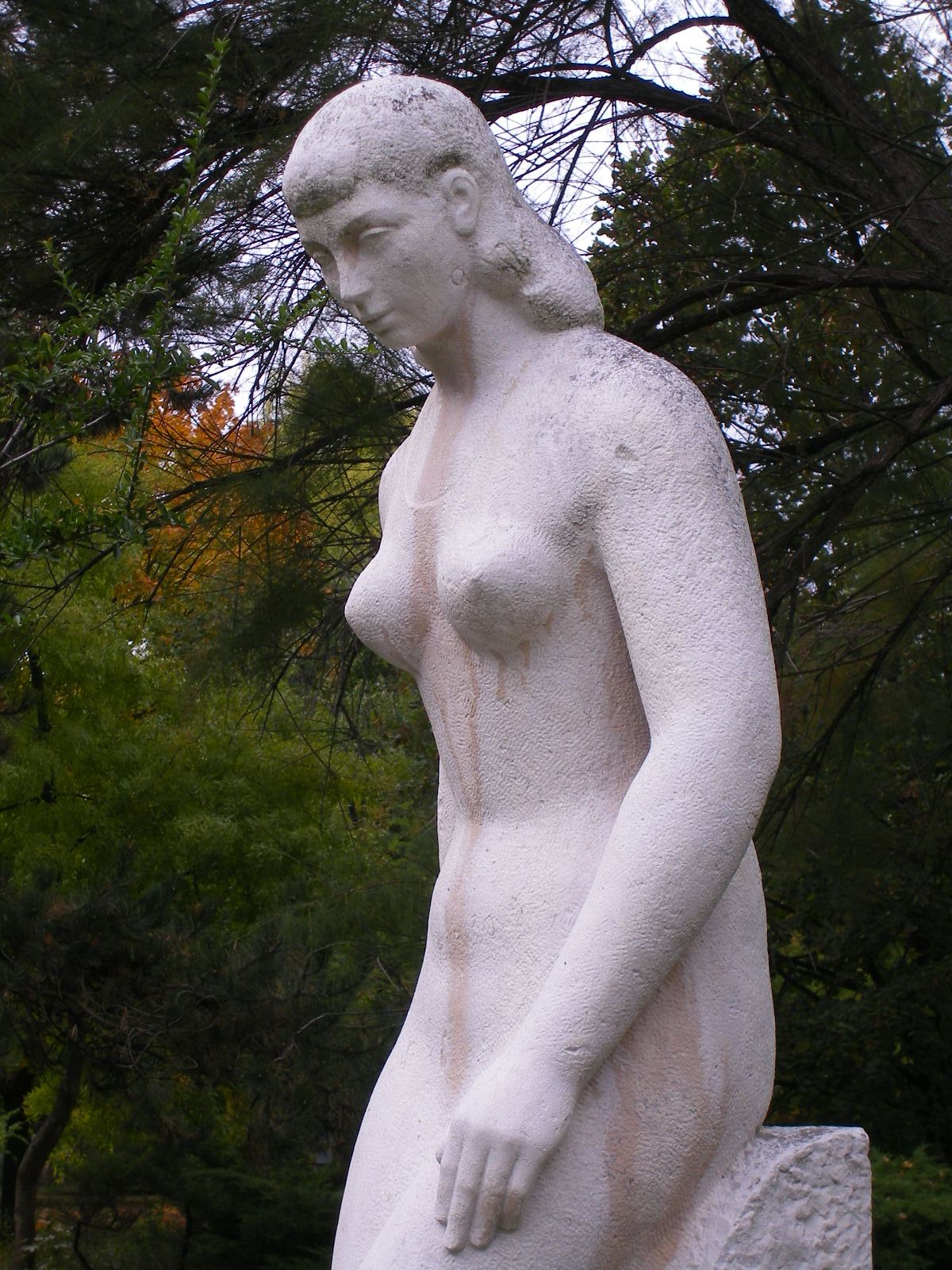
Álló nő fürdés előtt

## Köztéri művei
- Fésülködő nő (kőszobor, 1958, Budapest, a Széchenyi gyógyfürdő bejárata)
- Ady Endre-mellszobor (1975, Budapest IX., Általános Iskola előkertje)
- Anya gyermekkel (Baja)